# 1439
Évszázadok: 14. század – 15. század – 16. század
Évtizedek: 1380-as évek – 1390-es évek – 1400-as évek – 1410-es évek – 1420-as évek – 1430-as évek – 1440-es évek – 1450-es évek – 1460-as évek – 1470-es évek – 1480-as évek
Évek: 1434 – 1435 – 1436 – 1437 –  1438 – 1439 – 1440 – 1441 – 1442 – 1443 – 1444

## Események
- május 23. – Ötvös Jánosnak, a budai céhpolgárság vezetőjének a meggyilkolása akkor dühöt váltott ki, hogy Buda népe az országgyűlés alatt felkel a főurak ellen.
- május 29. – A budai országgyűlés határozatai között szerepelt, hogy Luxemburgi Erzsébet magyar királynét a férje, I. (Habsburg) Albert örökösévé nyilvánították, aki így kvázi társuralkodóvá lépett elő. Továbbá kimondta az országgyűlés, hogy Albert király kizárólag a magyar rendek hozzájárulásával dönthet a leányai, Anna és Erzsébet házasságainak az ügyében.
- július 6. – Giuliano Cesarini bíboros és Besszárion nikaiai érsek latin és görög nyelven kihirdette az uniót a keleti és a nyugati egyház között.
- november 5. –  V. Félix ellenpápa megválasztása.[1]
- A török elfoglalja Szendrő várát.
- október 27. – Albert király halála után az özvegye, Luxemburgi Erzsébet magyar királyné, akit a budai országgyűlés még májusban a férje, I. (Habsburg) Albert örökösévé nyilvánított, és aki így kvázi társuralkodóvá lépett elő, a saját nevében akadálytalanul átveszi az uralmat Magyarországon. (Erzsébet uralkodik a haláláig, 1442-ig, de a fia, V. (Utószülött) László születése (1440. február 22.) után már csak a fia nevében régensként. Ugyanakkor I. (III.) Ulászlónak Budára való bevonulása (1440. május 21.) után csak az ország nyugati és északi része tartozott az uralma alá.)
- A grotniki csata véget vet a huszita mozgalomnak Lengyelországban.
- VII. Erik lemond a dán, svéd és norvég trónról.

## Születések
- május 9. – III. Piusz pápa († 1503)

## Halálozások
- május – Ötvös János, a budai céhpolgárság vezetője
- október 20. – Kamalduli Ambrus, firenzei teológus.
- október 27. – I. (Habsburg) Albert magyar és cseh király, II. Albert néven német király, valamint V. Albert néven osztrák herceg (* 1397)